# Diccionario de Antigüedades del Reino de Navarra
El Diccionario de Antigüedades del Reino de Navarra es una obra publicada en Pamplona por el político liberal, historiador, jurista, escribano de ayuntamiento y secretario de la Diputación Foral de Navarra, José Yanguas y Miranda a mediados del siglo XIX (en 1840) compuesta por tres tomos más un cuarto tomo posterior (de 1843) conocido como Adiciones al Diccionario de Antigüedades del Reino de Navarra. Fue una obra publicada en un contexto histórico relevante de Navarra, en medio de su cambio de estatus de Reino a provincia dentro de la monarquía española (1839) y la promulgación de la Ley de Modificación de los Fueros, o Ley Paccionada (1841).

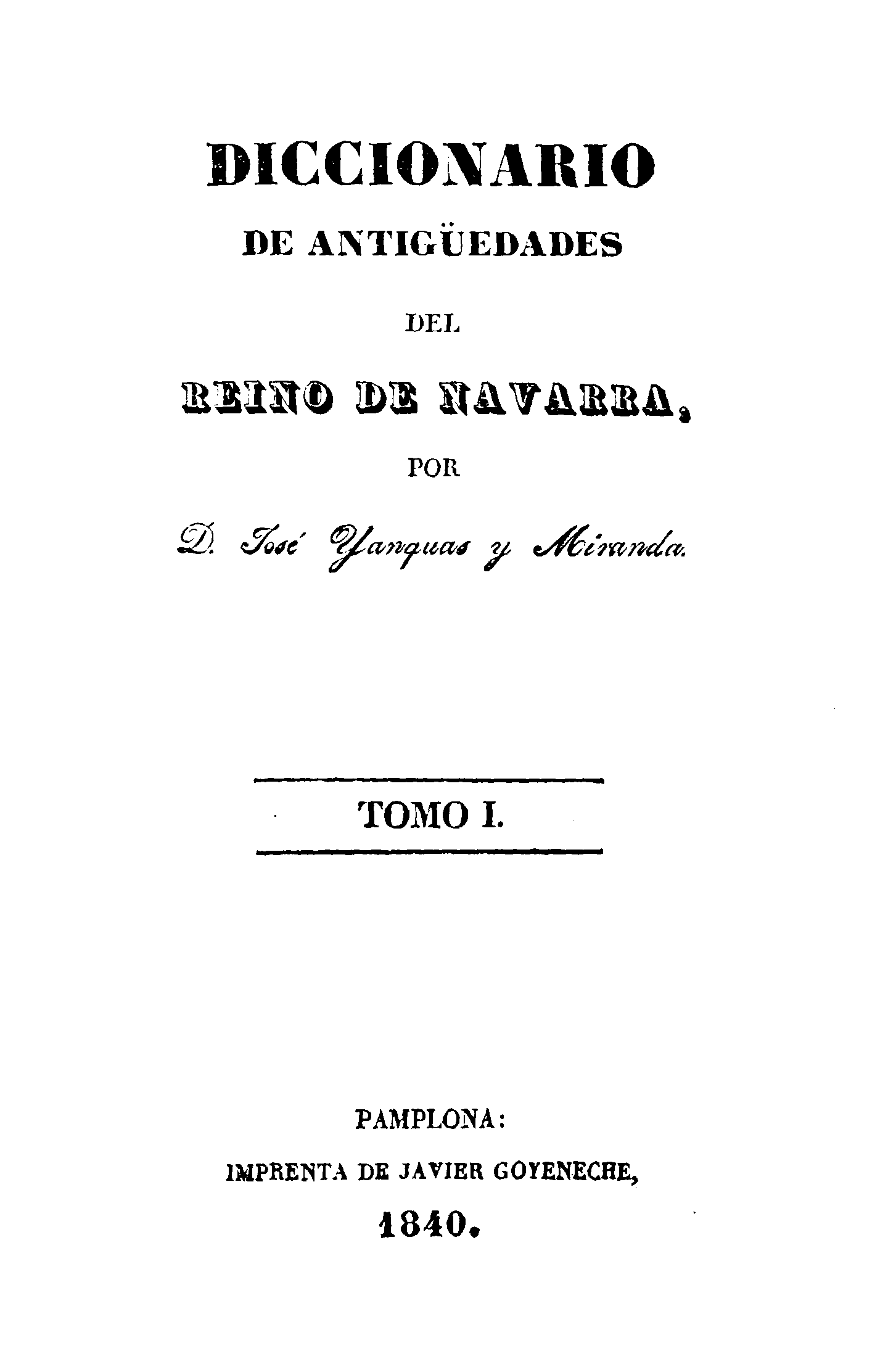
Diccionario de Antigüedades del Reino de Navarra (1840), tomo I

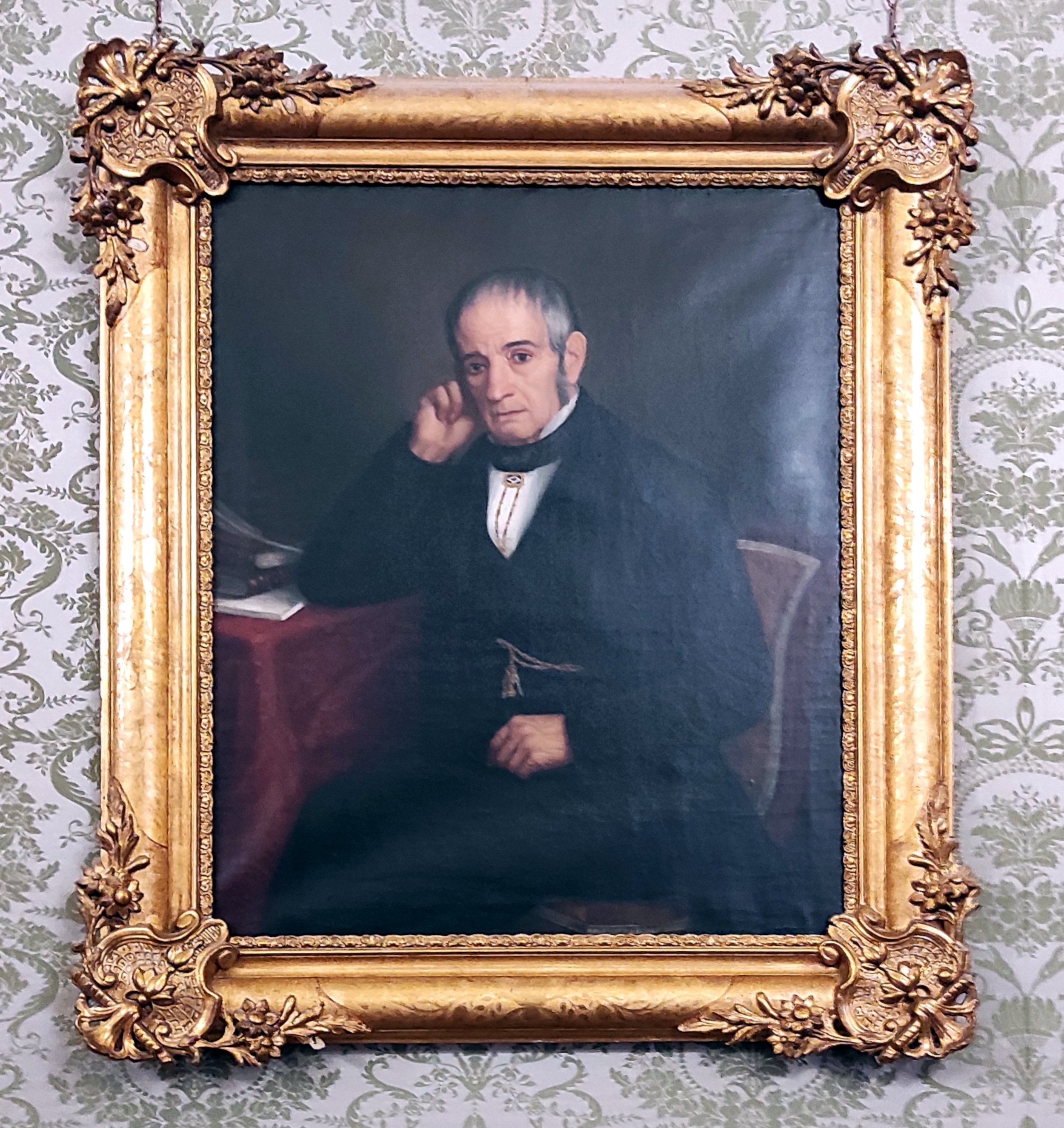
Retrato de Yanguas y Miranda (1856), obra de Fortuné Viau, en el Ayuntamiento de Tudela

## Contexto histórico
Según afirma la Gran Enciclopedia de Navarra, en esta obra José Yanguas y Miranda tuvo la intención de «ilustrar la historia del país, reuniendo metódicamente las noticias de los documentos que había podido adquirir.» Para ella, así como para muchas otras, pudo contar con los Anales del Reino de Navarra elaborados por los cronistas José Moret, Francisco de Alesón y Pablo Miguel de Elizondo.
Ya se percibe en toda Europa, desde finales del siglo XVIII, una proliferación de obras en la misma línea de «los herederos de la tradición ilustrada y del pensamiento de la economía política clásica» que «pretendían sistematizar el conocimiento de la realidad económica, política y cultural de los países mediante el recurso a las técnicas auxiliares de la estadística y la geografía». Ejemplos cercanos en esta línea son las obras Diccionario Geográfico-Estadístico de España y Portugal, elaborado por Sebastián Miñano (Madrid, 1827), y el Diccionario Geográfico-Estadístico-Histórico de España y sus posesiones de ultramar, dirigido por el navarro Pascual Madoz.
Como se ha afirmado en un reciente estudio de la obra «las reiteradas referencias que proporciona el Diccionario de Antigüedades a las pechas (hasta 46 modalidades) y demás tributos feudales que pagaban los pueblos desde el pasado medieval cobran sentido en un ciclo histórico en que la propiedad señorial había sido redefinida en sentido capitalista y los pecheros llevaban varios decenios negándose a su pago». En esos momentos de cambio, con la transformación del reino en provincia, eran muchos los que «pretendían hacer oídos sordos a las transformaciones sancionadas legalmente» y seguir cobrando una rentas que ya no les correspondían.
En este sentido el mismo  Yanguas recordaba cómo «en algunos pueblos cierto número de vecinos ó familias se han apropiado los bienes y aprovechamientos municipales, negándolos a otros a quienes dan el título de caseros o residentes, porque no tienen casa propia o por otras causas», cuestiones sobre las cuales debió intervenir la Diputación Foral de Navarra «para que imperase el principio de igualdad entre los ciudadanos, decretando que “todos cuantos se establezcan en cualquiera pueblo [...] y contribuyan según sus facultades a las cargas vecinales y generales, disfruten igualmente de todo lo del común”».

## Estructura y contenido
A partir de los testimonios escritos existentes, elabora un Diccionario bien documentado donde logra reunir más de 1200 voces. Su trabajo se estructura en tres tomos, publicados todos el mismo año, cada uno en una imprenta de Pamplona diferente, añadiendo tres años más tarde un cuarto volumen de adiciones. Los tres primeros salieron con idéntica caja y tipografía.
- Tomo I - A-J. Pamplona, Imprenta de Javier Goyeneche, 1840.
- Tomo II - L-R. Pamplona, Imprenta de Francisco Erasun, 1840.
- Tomo III - S-Z. Pamplona, Imprenta de José Imaz y Gadea, 1840.
- Adiciones, Pamplona. Imprenta de Javier Goyeneche, 1843.

## Alcance y repercusión
Aunque a largo plazo «eI Diccionario se convertiría en un instrumento de referencía para los historiadores», en el momento de su publicación «su utilidad virtual podía residir en ofrecer una cascada de argumentos sobre las singularídades y las peculiaridades de ese territorio para encajar una nueva foralidad en el también novedoso marco legal del liberalismo».
Esta obra constituye para los historiadores una fuente documental esencial, una referencia importante para estudiar el proceso de formación y desarrollo del Reino de Navarra hasta su extinción a mediados del siglo XIX siendo, además, un excelente punto de partida para caracterizar la sociedad, la economía, las instituciones y sus protagonistas.
El autor muestra un rigor documental propio de la Ilustración donde utiliza incipientes métodos de una historia vista como ciencia al compás de las corrientes historiográficas que empezaban a mostrarse entre historiadores europeos. 
Por su importancia historiográfica, durante el siglo XX la Institución Príncipe de Viana ha editado en varias ocasiones esta obra principal de Yanguas y Miranda, que no ha perdido su virtudes ni su vigencia, siendo la más reciente edición del año 2000 donde se ha revisado su contenido y se han realizado sistemáticamente índices toponímicos y antroponímicos incluyendo un estudio bibliográfico y biográfico del autor.